# Péter Pálos
Péter Pálos (Budapest, 31 de agosto de 1985) es un deportista húngaro que compite en tenis de mesa adaptado. Ganó cuatro medallas en los Juegos Paralímpicos de Verano entre los años 2012 y 2024.

## Palmarés internacional
| Juegos Paralímpicos | Juegos Paralímpicos     | Juegos Paralímpicos | Juegos Paralímpicos |
| Año                 | Lugar                   | Medalla             | Prueba              |
| ------------------- | ----------------------- | ------------------- | ------------------- |
| 2012                | Londres (Reino Unido)   | Medalla de oro      | Individual 11       |
| 2016                | Río de Janeiro (Brasil) | Medalla de bronce   | Individual 11       |
| 2020                | Tokio (Japón)           | Medalla de oro      | Individual 11       |
| 2024                | París (Francia)         | Medalla de bronce   | Individual MS11     |